# NGC 5571
NGC 5571 est un groupe de quatre étoiles situé dans la constellation du Bouvier. L'astronome français Guillaume Bigourdan  a enregistré la position de ce groupe d'étoiles le 27 mai 1886.